# Guilbert (cratère)
Pour les articles homonymes, voir Guilbert.
Guilbert est le nom d'un cratère d'impact présent sur la surface de Vénus. 
Le cratère a ainsi été nommé par l'Union astronomique internationale en 1991 en hommage à la chanteuse française Yvette Guilbert.  
Son diamètre est de 25,5 km. Il se situe dans la région du quadrangle de Lada Terra (quadrangle V-56). 